# I Viceré
I Viceré è il romanzo più celebre di Federico De Roberto, ambientato sullo sfondo delle vicende del risorgimento meridionale, qui narrate attraverso la storia di una nobile famiglia catanese, quella degli Uzeda di Francalanza, discendente da antichi Viceré spagnoli della Sicilia ai tempi di Carlo V.

## Origine e caratteristiche
De Roberto ebbe l'idea del romanzo nel 1891, mentre si trovava a Milano per seguire la pubblicazione de L'Illusione, e così la presentò all'amico Ferdinando Di Giorgi:
(Lettera a Ferdinando Di Giorgi, 16 luglio 1891)
La stesura del romanzo, iniziata a Catania nel settembre 1891, fu lunga e difficoltosa, e fu completata nel novembre 1892; De Roberto sottopose poi il testo a un lungo lavoro di revisione, terminato verso la fine del 1893. L'opera fu finalmente pubblicata dall'editore Galli di Milano nell'agosto 1894.
Questa "storia di famiglia" s'ispira al principio positivistico e naturalistico della "razza" (l'ereditarietà), con tutte le sue conseguenze.
I componenti della famiglia degli Uzeda sono accomunati dalla razza e dal sangue vecchio e corrotto, dovuto anche ai numerosi matrimoni tra consanguinei. Quanto emerge da questa famiglia è la spiccata avidità, la sete di potere, le meschinità e gli odi che i componenti nutrono l'uno per l'altro alimentando in ciascuno una diversa patologica monomania. Ogni membro della famiglia ha una storia segnata dalla corruzione morale e biologica, che si evidenzia anche nella loro fisionomia e nelle deformità fisiche che verranno riassunte dall'autore nell'episodio di Chiara che, dopo aver partorito un feto mostruoso lo conserva sotto spirito in un boccione di vetro.
La storia della famiglia è in parte ispirata al Casato nobiliare dei Paternò e in particolare alla figura di Antonino Paternò Castello, marchese di San Giuliano, che fu sindaco di Catania, ambasciatore e ministro degli Esteri e che nel romanzo è identificato con il giovane Consalvo Uzeda.
Ma I Viceré sono, oltre che una storia di famiglia, anche una rappresentazione dagli accenti forti e disillusi della storia italiana tra il Risorgimento e l'unificazione (il romanzo è infatti ambientato negli anni tra il 1855 e il 1882, nei quali si svolgono le vicende e le fortune degli Uzeda).

## Trama

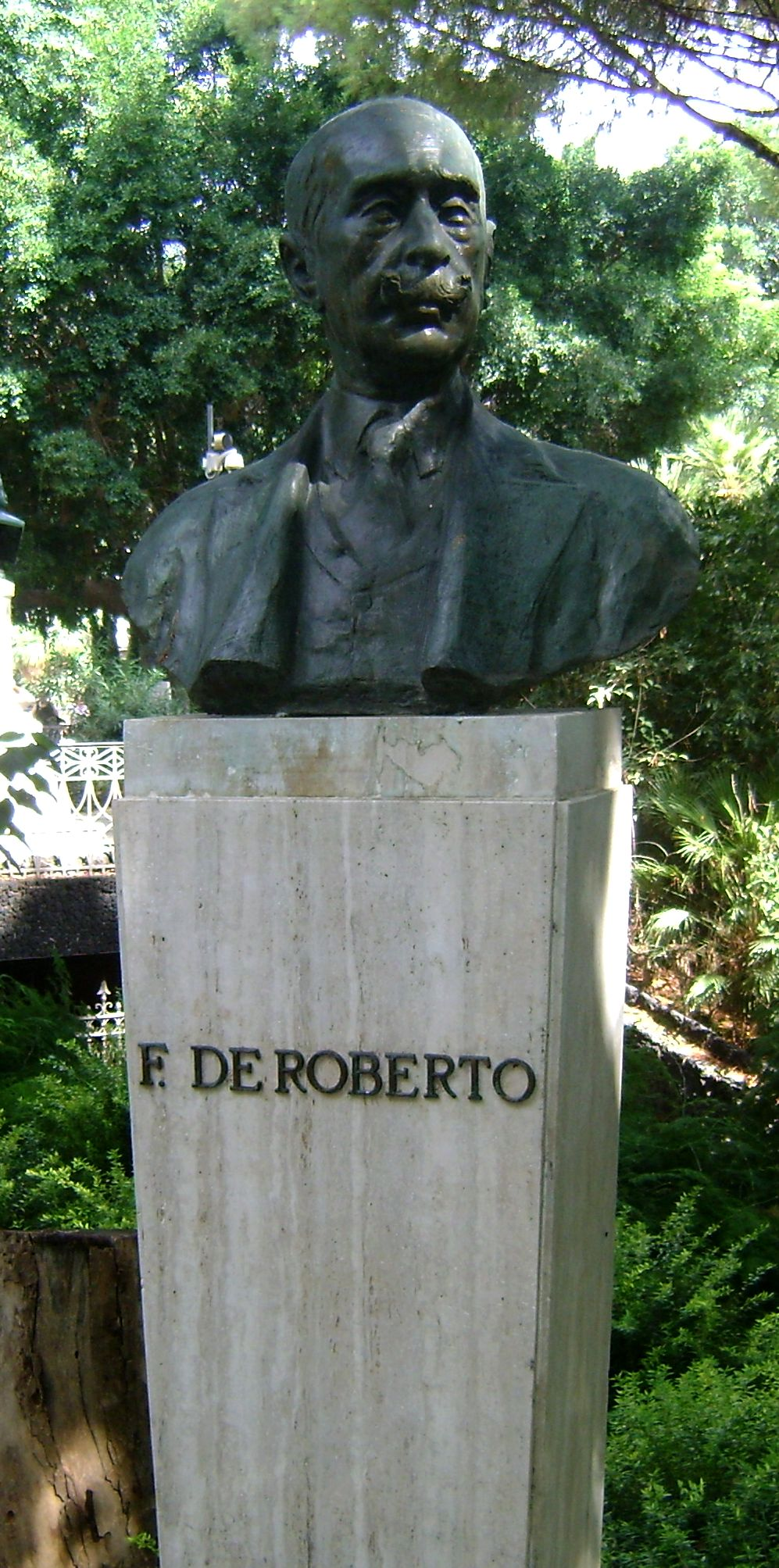
Busto di Federico De Roberto

Il romanzo è diviso in tre parti, ciascuna delle quali è divisa in nove capitoli.

### Prima parte
Inizia nel 1855 con la morte della principessa Teresa Uzeda di Francalanza, crudele e dispotica, che nomina eredi due figli, il primogenito Giacomo e il prediletto terzogenito Raimondo, lasciando solo legati minori agli altri figli: Angiolina e Lodovico, monaci, Chiara, moglie del marchese di Villardita, Ferdinando e Lucrezia, non sposati, come presentato nella tabella qui sotto: 
| Figlio/a   | Erede universale? | Eredità |
| Giacomo    | Si                | Feudi della famiglia Uzeda; proprietà del palazzo di famiglia |
| Raimondo   | Si                | Le proprietà di casa Risà e quelle acquistate da Teresa Uzeda negli anni; uso vita natural durante del quartiere di mezzogiorno del palazzo di famiglia, con annesso servizio di stalla e scuderia                                        |
| Lodovico   | No                | Dotazione annuale di 36 onze |
| Angiolina  | No                | Rendita (a soli fini religiosi) del fondo detto la Timpa, del valore di 2.000 onze |
| Ferdinando | No                | Proprietà del latifondo denominato le Ghiande; condono degli arretrati sull'affitto del latifondo |
| Chiara     | No                | Pagamento a titolo di legittima di 10.000 onze; gioie portate da Teresa Uzeda in casa Uzeda |
| Lucrezia   | No                | Pagamento a titolo di legittima di 10.000 onze; gioie avite di casa Francalanza (a titolo di depositaria: alla morte di Lucrezia, i gioielli dovranno essere divisi in parti uguali tra i due eredi universali ovvero Giacomo e Raimondo) |

Mentre in famiglia sorgono contrasti sulla divisione dell'eredità, il principino Consalvo, figlio di Giacomo, viene mandato a studiare al ricco convento di San Nicola. Raimondo si innamora di donna Isabella Fersa, mentre Lucrezia s'invaghisce del giovane avvocato liberale Benedetto Giulente. Con lo sbarco dei Mille in Sicilia, lo zio Gaspare si rende popolare presso i rivoluzionari. Benedetto Giulente si unisce ai garibaldini e viene ferito nella battaglia del Volturno, e rientra a Catania accolto da eroe; superando le resistenze della famiglia, sposa Lucrezia. Chiara, finalmente incinta dopo lunga attesa, partorisce un feto mostruoso che muore subito. Dopo il plebiscito che sancisce l'unione al Regno d'Italia, Gaspare nel 1861 viene eletto deputato, carica che sfrutterà per arricchirsi.

### Seconda parte
Segue le vicende della famiglia fino al 1870. Raimondo abbandona la moglie Matilde; grazie alla loro influenza gli Uzeda ottengono l'annullamento del suo matrimonio e di quello di donna Isabella, che Raimondo sposa subito dopo. La cugina Graziella, dopo la morte del marito, frequenta assiduamente casa Uzeda e sposa Giacomo non appena questi resta vedovo. Nel 1867 il convento di San Nicola viene soppresso, e Blasco investe le ricchezze sottratte al convento in buoni del tesoro e in terreni già appartenuti al convento stesso; per convenienza si converte al liberalismo e diventa sostenitore del nuovo Stato, fino a festeggiare per strada la presa di Roma. Consalvo, finalmente uscito dal convento, conduce vita sregolata e i rapporti tra lui e il padre peggiorano. Ferdinando, gravemente malato di corpo e di mente, muore.

### Terza parte
È dominata dalle vicende di Consalvo e Teresa, figli di Giacomo. Dopo un viaggio sul continente e all'estero, Consalvo decide di intraprendere la carriera politica, aiutato dalle sue doti di oratore e dall'influenza dello zio Gaspare. Teresa s'innamora, ricambiata, del cugino Giovannino Radalì, ma i due cedono alle rispettive famiglie e Teresa si adatta a sposare il rozzo Michele, fratello maggiore di Giovannino. Ma l'amore tra i due si risveglia e la sua impossibilità porta Giovannino al suicidio. Giacomo, gravemente malato e in pessimi rapporti con Consalvo, lo disereda poco prima di morire, ma questo non ostacola i progetti del giovane, che si rende popolare come assessore e poi sindaco. Il romanzo si conclude con le prime elezioni a suffragio allargato del 1882 in cui Consalvo, di fede reazionaria e borbonica, finge idee di sinistra e viene eletto trionfalmente, convinto che - al di là d'ogni rivolgimento storico - nulla possa veramente cambiare e che i privilegiati debbano adattarsi alle nuove situazioni politiche, come quella successiva all'unità, potendo solo così mantenere intatti dominio e potere.
Emerge da questo quadro il fallimento degli ideali risorgimentali con una interpretazione già presente nelle novelle Il reverendo e Libertà e nel romanzo Mastro-don Gesualdo del Verga e che accomuna molti tra gli scrittori meridionali, dal Pirandello dei Vecchi e i giovani al Tomasi di Lampedusa del Gattopardo.

### Explicit
Quando Consalvo, ormai deputato, parla alla "zitellona" zia Ferdinanda, vi è l'intera chiave di lettura del romanzo:

## Fortuna
Quando I Viceré uscì non ebbe fortuna perché il naturalismo stava ormai declinando ed iniziava ad affermarsi la reazione spiritualistica di D'Annunzio, Fogazzaro, Pascoli. Inoltre, il tono troppo pessimistico e la forma poco elegante non potevano più essere apprezzati in un momento in cui trionfavano il nazionalismo ed il formalismo. A influenzare l'insuccesso del romanzo venne la critica negativa di Benedetto Croce.
Tuttavia, trentasette anni più tardi, nell'edizione Einaudi 1977, Leonardo Sciascia criticò ancora una volta Croce e il suo atteggiamento nei confronti de I Viceré ribaltando il suo giudizio: «Dopo "I Promessi sposi", il più grande romanzo che conti la letteratura italiana». Oggi è considerato unanimemente uno dei massimi capolavori del Verismo italiano per la ricchezza dei personaggi, l'ampiezza della struttura e la vivezza della rappresentazione.
Ha scritto Rosario Contarino:

## Personaggi
- Donna Teresa Risà in Uzeda, principessa di Francalanza e di Mirabella; figlia di un barone di Niscemi, sposa il principe Consalvo VII Uzeda di Francalanza, più giovane di lei di dieci anni, con cui dà alla luce sette figli; dopo la prematura morte del marito, si dedica da sola all'amministrazione del patrimonio di famiglia ridotto dallo sperperare del suocero Giacomo XIII, esercitando su figli e parenti un potere tirannico. Le vicende narrate nel romanzo prendono le mosse il giorno della morte della principessa, avvenuta nel 1855.
- Don Giacomo Uzeda , principe di Francalanza; primogenito maschio della principessa Teresa e del principe Consalvo VII, è odiato dalla madre che gli preferisce il fratello più giovane Raimondo; avido, aggressivo e superstizioso, dopo la morte della madre, pur essendo il primogenito, è costretto a dividere l'eredità col fratello Raimondo. Si adopera poi, con pretesti e raggiri, per appropriarsi dei beni andati ai fratelli. Alla fine del romanzo, morirà di cancro, dopo aver diseredato il primogenito Consalvo, da lui reputato jettatore e aver nominato sua erede universale la figlia Teresa.
- Don Raimondo Uzeda, conte di Lumera, figlio prediletto dalla principessa Teresa Uzeda; scialacquatore e irresponsabile, amante del lusso, delle belle donne e del gioco, per imposizione della madre sposa in prime nozze la baronessina milazzese Matilde Palmi con cui ha due figlie: Teresa e Lauretta, protagoniste del romanzo L'Illusione; dopo il divorzio da Matilde, che muore poco dopo di tubercolosi, sposa Donna Isabella Fersa, già sua amante, della quale presto si stancherà, iniziando a tradirla ed ignorarla come faceva già con la prima moglie.
- Angiolina Uzeda, figlia primogenita della principessa, costretta a farsi monaca sotto il nome di Suor Maria Crocifissa nel convento di clausura di San Placido, di cui, in età avanzata e ormai “rimbambita”, diventerà badessa.
- Donna Chiara Uzeda, figlia della principessa, che le impone di sposare il marchese Federico di Villardita (gradito alla principessa perché, già ricco di suo, rinuncia alla dote). Il suo ardente desiderio di maternità viene frustrato, prima a causa di una gravidanza da cui nasce un feto deforme e mostruoso, poi da una malattia uterina che la rende sterile. Induce poi il marito ad avere un figlio da una domestica, che alleva come proprio e da cui viene vessata.
- Padre Don Lodovico Uzeda, secondogenito maschio della principessa Teresa, costretto a farsi monaco nel convento di San Nicola, intelligente ed ambizioso, intraprende la carriera ecclesiastica fino a divenire cardinale.
- Don Ferdinando Uzeda, figlio della principessa Teresa, il "babbeo", il più distaccato dagli affari nobiliari della famiglia. Eccentrico e solitario, vive nella tenuta della Pietra dell'Ovo, che la madre gli lascia in eredità, dedicandosi ad infruttuosi esperimenti agricoli. Con l'avanzare dell'età la sua eccentricità sfocia in aperta pazzia, che insieme al degrado fisico, lo porta alla morte a soli 39 anni.
- Donna Lucrezia Uzeda, figlia della principessa Teresa, sposa dopo la morte della madre l'avvocato Benedetto Giulente, nonostante i famigliari cerchino di dissuaderla perché il pretendente non è nobile ed oltretutto le nozze comportano esborsi economici che il fratello Giacomo rifiuta di sostenere; dopo il matrimonio, in mancanza di eredi, i rapporti tra i coniugi si guastano ed ella lo critica e lo disprezza apertamente. Tornerà a sostenerlo alla fine del romanzo, quando Benedetto tenta invano l'elezione a deputato.
- Don Gaspare Uzeda, duca d'Oragua, cognato della principessa, deputato al Parlamento e senatore del Regno; inizialmente borbonico, fiutando il rivolgimento dell'assetto politico che si sta profilando, sposa senza esitazioni la causa dei liberali e da questi si fa sostenere nella sua carriera politica; eletto deputato nel parlamento del nuovo Stato unitario, pur non essendo in grado di sostenere neanche un discorso in pubblico, si barcamenerà per anni tra la destra e la sinistra storica, fino a diventare senatore. L'epilogo della sua vicenda sarà raccontato nel romanzo L'Imperio.
- Padre Don Blasco Uzeda, cognato della principessa Teresa, benedettino vizioso e collerico; costretto in gioventù dalla famiglia a prendere i voti, conduce una vita tutt'altro che ispirata ai valori cristiani: gioca al lotto, mantiene numerose amanti da cui ha avuto svariati figli, litiga furiosamente con parenti e superiori; dopo l'unità d'Italia e la soppressione dell'ordine benedettino è dimesso dallo Stato clericale e ricompra all'asta i beni dei benedettini; dal suo iniziale acceso sostegno ai Borboni, si sposta per convenienza su posizioni liberali.
- Cavalier Eugenio Uzeda, cognato della principessa Teresa; incapace e millantatore, privo di sostanze, per guadagnare qualcosa si dedica a varie attività inconcludenti; tenta inutilmente di scroccare denaro ai parenti, alla fine della sua vita mostra segni di squilibrio mentale e muore in miseria.
- Donna Ferdinanda Uzeda, cognata della principessa Teresa, detta la "zitellona"; rimasta nubile per volere della famiglia, riesce da sola attraverso l'usura ad accumulare un cospicuo patrimonio; gretta e ignorante ha una viscerale passione per l'araldica e per la storia della sua famiglia; le sue posizioni politiche, vicine ai Borboni e ostili al nuovo assetto istituzionale portato dall'unità d'Italia, resteranno immutate per tutto il romanzo. L'ultima scena del libro la vede protagonista, ormai vecchia e malata, insieme al pronipote Consalvo.
- Consalvo Uzeda , figlio del principe Giacomo XIV e della principessa Margherita. In gioventù vizioso e arrogante, dopo un viaggio sul continente e all'estero cambia vita e decide di intraprendere la carriera politica; sfruttando il prestigio familiare, l'abilità oratoria e la demagogia diviene assessore e sindaco di Catania, fino a ottenere l'elezione a deputato. Sembra, quindi, ricalcare la figura di Antonino Paternò Castello, marchese di San Giuliano
- Teresina Uzeda, secondogenita di Giacomo, umile e rispettosa, bellissima e profondamente religiosa, è soggiogata dalla figura autoritaria del padre. Si lascia indurre a sposare il rozzo cugino Michele Radalì, invece che il fratello minore di lui, Giovannino, di cui è innamorata. Mette al mondo numerosi figli. Alla fine del romanzo, il fratello Consalvo si rende conto che la degenerazione ha colpito anche lei, notandola appesantita, imbruttita, precocemente invecchiata e ormai divenuta bigotta per l'influenza dei Gesuiti.
- Giovannino Radalì, "figlio del pazzo", cugino di Consalvo e compagno di monastero con lui, s'innamora di Teresina ma non si oppone quando le due famiglie decidono che ella debba sposare il rozzo fratello maggiore Michele. Si trasferisce in campagna, ad Augusta, dove contrae la malaria, aggravata dalla depressione per l'allontanamento dalla donna che ama; viene curato dalla famiglia e da Teresina, ma, ormai mentalmente instabile, si suicida, anche se la famiglia, per evitare chiacchiere compromettenti, fa intendere che si sia trattato di un incidente.
- Benedetto Giulente , marito di Lucrezia, avvocato liberale e combattente coi garibaldini, ma tuttavia soggiogato dal prestigio degli Uzeda. Seguace e servitore del duca Gaspare, aspira al suo posto di deputato, ma anche per sua imperizia non riuscirà mai nel suo intento. Successivamente sarà Consalvo a prendere il posto tanto ambito dall'avvocato. Sarà anche questo il seguito de L'imperio.
- Matilde Palmi , figlia del barone Palmi di Milazzo; la principessa Teresa costringe Raimondo a sposarla perché vede in Matilde una donna debole e insulsa che il figlio non potrà mai amare quanto sua madre. Sinceramente desiderosa di serenità familiare e di evitare conflitti, soffre intensamente per la trascuratezza e i tradimenti del marito, e per il disprezzo che gli Uzeda le riservano. Le sofferenze nocciono gravemente alla sua salute, fino a portarla alla morte.
- Baldassarre Crimi, figlio illegittimo di Consalvo VII, «maestro di casa» degli Uzeda per decenni, lascia improvvisamente l'incarico dopo il matrimonio tra Teresina e Michele Radalì. Anche in seguito resta devoto alla famiglia, collaborando alla campagna elettorale di Consalvo.

## Albero genealogico di casa Uzeda

Albero genealogico della famiglia Uzeda dedotto dal romanzo

## Adattamento cinematografico
Da questo libro è stato liberamente tratto un film omonimo, uscito nei cinema italiani nel novembre 2007 con la regia di Roberto Faenza e una versione più lunga per la televisione.

## Edizioni
- Federico De Roberto, I Viceré, introdotto da Nunzio Zago, I grandi romanzi BUR, 2ª ed., Milano, Rizzoli, 1997, ISBN 978-88-17-01216-4.